# Year One (musikalbum)
Year One är ett samlingsalbum av det amerikanska hardcorebandet Give Up the Ghost, utgivet på Bridge 9 Records och Reflection Records 2004. Skivan har senare återutgivits flera gånger på dessa bolag.

## Låtlista
1. "Protest Song #00" - 2:06
2. "Sore Throat Syndrome" - 1:59
3. "Fuck What Fireworks Stand For" - 2:18
4. "The Ice Age Is Coming" - 0:35
5. "Please Die" - 1:13
6. "The Day the Music Died" - 1:12
7. "Farewell" - 2:13
8. "There's a Black Hole in the Shadow of the Pru" - 2:02
9. "I've Shared Your Lips So Now They Sicken Me" - 0:49
10. "Hearts" - 1:00
11. "Dead and Gone" - 1:53
12. "It's the Limit" - 1:32
13. "Kick Out the Jams" - 2:47 (MC5)
14. "Shoplifting in a Ghost Town" - 3:02
15. "AM/PM [live]" - 2:23
16. "Farewell [live]" - 2:25

### Fotnoter
1. ↑  ”Year One”. Discogs.com. http://www.discogs.com/Give-Up-The-Ghost-Year-One/master/301692. Läst 1 maj 2012.